# Quận của tỉnh Alpes-Maritimes
2 quận của tỉnh Alpes-Maritimes gồm:
1. Quận Grasse, (quận lỵ: Grasse) với 19 tổng và 62 xã. Dân số của quận này là 470.488 người năm 1990, 504.632 người năm 1999, tăng trưởng dân số là 7.26%.
2. Quận Nice, (tỉnh lỵ của tỉnh Alpes-Maritimes: Nice) với 33 tổng và 101 xã. Dân số của quận này là 501.341 người năm 1990, và 506.694 người năm 1999, tăng trưởng dân số là 1.07%.